# 교보생명 광화문글판

교보생명 사옥과 그 한가운데 걸린 광화문글판.

교보생명 광화문글판은 서울특별시 종로구 광화문광장 부근의 교보생명 사옥 외부에 내걸린 대형 글판이다. 1991년부터 시작되었고 매년 계절마다 총 네 차례씩 문구를 변경한다. 국내외 유명 시인들의 작품 한 글귀를 인용해 꾸며낸 식으로 되어 있다.
2017년 봄 기준으로 지금까지 총 80편의 문구가 게재되었다. 윤동주, 고은, 정호승, 도종환, 김용택, 공자, 헤르만 헤세 등 동서양의 현인과 시인 50여명의 작품이 인용됐다.
2018년 6월 4일부터 광화문글판에 내걸린 문구는 채호기 시인의 <해질녘>으로, "태양이 한 마리 곤충처럼 / 밝게 뒹구는 해질녘 / 세상은 한 송이 꽃의 내부"이다.

## 역사
광화문글판은 교보생명의 창립자인 신용호의 제안으로 1991년 1월 처음 등장했다. 처음으로 걸린 글귀는 ‘우리 모두 함께 뭉쳐 경제활력 다시 찾자’였으며, 초창기에는 불법 광고물로 간주되어 벌금이 부과되기도 했다.
IMF 위기를 겪은 직후인 1998년부터는 시민들에게 위안을 줄 수 있는 감성적인 문구로 바뀌었다. 또한 비정기 교체에서 벗어나 계절마다 글귀를 바꾸는 방식으로 진행되기 시작했으나 일정한 주기 없이 바꾸는 방식이었고, 2001년부터 봄(3~5월), 여름(6~8월), 가을(9~11월), 겨울(12~2월)의 일정한 분기로 나누어 교체하는 방식으로 나아가 지금까지 이어지고 있다.
2007년, 환경재단에서 선정하는 ‘세상을 밝게 만든 100인’ 중 하나로 이름을 올렸다. 2015년에는 25주년을 맞이하여 그간의 역대 문구들을 모아 하나의 시집 형태로 제작한 기념집 <광화문에서 읽다 거닐다 느끼다>가 발간되기도 했다. 수익금은 전액 기부됐다.

## 역대 광화문글판 글귀
다음은 1991년부터 현재까지 광화문글판에 걸린 글귀 목록이다.
| 시기                   | 글귀 | 원저자      | 원작품               | 주석                                                          |
| ---------------------- | --- | ----------- | -------------------- | ------------------------------------------------------------- |
| 1991년                 | 우리 모두 함께 뭉쳐 / 경제 활력 다시 찾자 | -           | -                    | 최초의 광화문글판 글귀.                                       |
| 1993년 1월             | 아직도 늦지 않다 / 다시 뛰어 경제성장 | -           | -                    | 사내창작.                                                     |
| 1994년 1월             | 훌륭한 결과는 / 훌륭한 시작에서 생긴다 | -           | -                    | 사내창작.                                                     |
| 1997년 1월             | 나라경제 부흥시켜 / 가정행복 이룩하자 | -           | -                    | 사내창작.                                                     |
| 1997년 2월~4월         | 오늘의 교보생명 / 내일의 경제부흥 | -           | -                    | 사내창작.                                                     |
| 1997년 6월~12월        | 개미처럼 모아라 / 여름은 길지않다 | -           | <이솝우화>           | [ 9 ]                                                         |
| 1998년 1월             | 봄에 밭을 갈지 않으면 / 가을에 거둘 것이 없다 | 공자        | <춘추>               | [ 10 ]                                                        |
| 1998년 2월~9월         | 떠나라 낯선 곳으로 / 그대 하루하루의 / 낡은 반복으로부터 | 고은        | <낯선 곳>            | [ 11 ]                                                        |
| 1998년 9월~1999년 2월  | 모여서 숲이 된다 / 나무 하나하나 죽이지 않고 / 숲이 된다 / 그 숲의 시절로 우리는 간다                                                                                   | 고은        | 개인 창작            | [ 12 ]                                                        |
| 1999년 2월~6월         | 당신을 사랑하는 것은 / 우리 관계에 창의력을 불어 넣는 것이며 / 갈등 속에서 일치하고자 주력하는 것입니다 사랑한다는 것은 최고의 삶이며 / 최고의 삶은 사랑한다는 것입니다 | 서은영      | <최고의 삶>          | [ 13 ]                                                        |
| 1999년 2월~6월         | 산을 바라보는 사람은 아름답습니다 / 바다를 바라보는 사람은 아름답습니다 / 지그시 따뜻한 눈으로 / 사람을 바라보는 사람은 더욱 아름답습니다 / 거기 그대와 나              | 고은        | 개인창작             | [ 14 ]                                                        |
| 1999년 12월~2000년 4월 | 하루 하루의 반복으로부터 / 낡은 습관으로부터 떠나야 합니다 / 모험심과 용기로 가득찬 청춘의 마음으로 / 새로운 천년의 낯선 곳을 향해 떠납시다                             | 고은        | <낯선 곳>            | 새천년 기념 글귀. 사상 처음으로 두 개의 시에서 글귀를 뽑았다. |
| 1999년 12월~2000년 4월 | 하루 하루의 반복으로부터 / 낡은 습관으로부터 떠나야 합니다 / 모험심과 용기로 가득찬 청춘의 마음으로 / 새로운 천년의 낯선 곳을 향해 떠납시다                             | 사무엘 울만 | <청춘>               | 새천년 기념 글귀. 사상 처음으로 두 개의 시에서 글귀를 뽑았다. |
| 2000년 5월~8월         | 길이 없으면 길을 만들며 간다 / 여기서부터 희망이다 | 고은        | <길>                 | [ 16 ]                                                        |
| 2000년 9월~11월        | 모든 것은 변화한다 / 그러나, 우리의 번뇌는 존재가 변하기 때문에 생기는 것이 아니라 / 존재가 변한다는 사실을 모르는 데서 일어난다                                        |             | <아함경>             | [ 17 ]                                                        |
| 2000년 12월~2001년 3월 | 아픈데서 피지 않는 꽃 어디 있으랴 / 꽃소식 환한 마음 보듬어 / 희망의 불 지펴 내일을 열자                                                                                | 김용택      | <사람들은 왜 모를까> | [ 18 ]                                                        |
| 2000년 12월~2001년 3월 | 아픈데서 피지 않는 꽃 어디 있으랴 / 꽃소식 환한 마음 보듬어 / 희망의 불 지펴 내일을 열자                                                                                | 이철수      | 판화집               | [ 18 ]                                                        |

## 같이 보기
- 꿈새김판 - 구 서울시청사에 걸리는 대형 글판.